# Chrysosplenium cavaleriei
Chrysosplenium cavaleriei là một loài thực vật có hoa trong họ Saxifragaceae. Loài này được H.Lév. & Vaniot miêu tả khoa học đầu tiên năm 1911.